# 5 francos de 1858
La moneda de 5 francos ecuatoriana de 1858, se trata de una de las últimas monedas acuñadas en Ecuador, se trata de un peso fuerte y circuló entre julio y agosto de 1858. La acuñación de esta moneda fue un intento por establecer el sistema monetario decimal, sin embargo su metal de plata en ley de 900 acuñación que rápidamente la población la retuviera.

El diseño de la moneda catalogada como una joya numismática es trabajo de la grabadora quiteña Emilia Rivadeneira.

## Características
Diámetro 38.8 mm
Espesor 2.5 mm
Peso 25 g
- Datos: Q108908106

1. ↑  Banco central del Ecuador (ed.). «CINCO FRANCOS». Consultado el 15 de octubre de 2021.
2. ↑  Ivonne Guzmán (29 de enero de 2017). «Emilia Rivadeneira: Artista». Diario El Comercio. Consultado el 14 de mayo de 2020.
3. ↑  Asociación Filatélica del Ecuador (15 de abril de 2014). «La moneda de Emilia Rivadeneira». Consultado el 2 de mayo de 2020.